# Simona Waltert
Simona Waltert (Coira, 13 dicembre 2000) è una tennista svizzera.

## Carriera

### Carriera da juniores
Nel circuito under-18 Simona ha raggiunto la semifinale al torneo di Wimbledon juniores nel 2017 e si è spinta fino alla posizione nr 9 del ranking nel gennaio 2018.

### Carriera professionistica
Waltert ha disputato il primo match professionistico nel 2016 all'età di 15 anni, mentre si è aggiudicata il primo titolo ITF nel 2018 a Mâcon. Ad oggi ha vinto 7 titoli nel singolo e 4 nel doppio nel circuito ITF in carriera. Il 12 giugno 2023, ha raggiunto il best ranking mondiale nel singolare, nr 107. Il 7 marzo 2022, ha raggiunto il miglior piazzamento mondiale nel doppio, nr 180.

#### 2019-2022: Primo titolo WTA e quarto di finale
Simona compie il suo debutto in un torneo WTA nel 2019 a Losanna, dove entra in tabellone con una wildcard e nel primo turno è opposta alla prima testa di serie Julia Görges, numero 25 delle classifiche, che riesce a battere grazie al ritiro della tedesca durante il terzo parziale. Questa vittoria consente a Waltert di ottenere la prima a livello WTA e di giocare il secondo turno contro la connazionale Jil Teichmann, che la batte facilmente.
Due anni dopo, Waltert si aggiudica il primo titolo WTA della carriera sempre a Losanna nel doppio insieme alla connazionale Susan Bandecchi, sconfiggendo nella finale le più quotate Ulrikke Eikeri e Valentini Grammatikopoulou con il punteggio di 6-3, 6(3)-7, [10-5].
Nel luglio 2022, grazie ad una wildcard, ha partecipato nuovamente al torneo di casa a Losanna e al primo turno ha vinto contro la numero 7 del mondo Danielle Collins, dopo aver salvato tre match point nel tiebreak decisivo. Sconfiggendo Cristina Bucșa al secondo turno, ha raggiunto il suo primo quarto di finale nel WTA Tour, dove però è stata fermata da Olga Danilović.

#### 2023-2024: Debutto Slam e in Billie Jean King Cup
Inizia l'anno fallendo l'accesso nel primo Slam stagione, uscendo sconfitta nell'ultimo turno delle qualificazioni degli Australian Open. Nel maggio 2023 ha centrato per la prima volta la qualificazione in un torneo dello Slam all'Open di Francia e vinto il primo turno superando Elizabeth Mandlik in tre parziali. Al turno successivo, è sconfitta dall'italiana Elisabetta Cocciaretto in due set. Riesce a superare le qualificazioni anche nel torneo di Wimbledon ed accede per la prima volta in carriera nel tabellone principale dello Slam londinese, dove ne esce subito sconfitta dalla ceca Marie Bouzková.
Anche il 2024 inizia con la sconfitta nell'ultimo turno di qualificazioni a Melbourne. A febbraio, le supera nel torneo di Cluj-Napoca e viene poi eliminata nel primo turno da Anna Blinkova. Ad aprile raggiunge la semifinale nel WTA 125 di Antalya e viene concovata nella sfida di Billie Jean King Cup contro la Polonia, sfidando la numero 1 del mondo Iga Świątek, racimolando tre giochi. Ritorna a ritrovare successi in estate, dove si qualifica al torneo di Budapest, perdendo poi subito da Marija Timofeeva, mentre le va meglio a Iași dove anche qui supera le qualificazioni e supera il primo turno eliminando Ekaterina Makarova, cedendo poi nel match seguente da Chloé Paquet. Raggiunge anche la finale nel WTA 125 di Montreux in doppio insieme alla tennista argentina María Carlé.

#### 2025: Successi in doppio
A gennaio, supera le qualificazioni nel WTA 125 di Canberra e raggiunge i quarti di finale, perdendo dalla poi finalista Wei Sijia. A febbraio, accede nel tabellone principale di Singapore ed estromette la più quotata Ajla Tomljanović nel primo turno, mentre in quello seguente cede alla prima testa di serie Anna Kalinskaja. Prosegue partecipando ai tornei WTA 125 e ottiene dicreti risultati con due quarti di finale ad Antalya 2 e Antalya 3, e la semifinale a Oeiras. Nel doppio, invece, ottiene i primi due successi della carriera WTA 125 nei due tornei di Antalya, il primo ottenuto con Carlé e il secondo con la ungherese Anna Bondár. Raggiunge la semifinale anche a Parma e la settimana dopo esce sconfitta da Tereza Valentová nel turno finale delle qualificaizoni al Roland Garros. Sull'erba di Ilkley, vince il terzo titolo WTA 125 della carriera insieme alla olandese Isabelle Haverlag. Dopo un altro quarto di finale in stagione a Contrexéville, la settimana successiva raggiunge il secondo quarto di finale WTA in carriera a Iași, dove cede per 5-7 al terzo set dalla connazionale Teichmann; in doppio, le va meglio raggiungendo la finale sempre con Carlé, dove ne escono sconfitte.

## Statistiche WTA

### Doppio

#### Vittorie (1)
| Legenda              |
| -------------------- |
| Grande Slam (0)      |
| Ori Olimpici (0)     |
| WTA Finals (0)       |
| WTA Elite Trophy (0) |
| Dal 2021             |
| WTA 1000 (0)         |
| WTA 500 (0)          |
| WTA 250 (1)          |

| N. | Data           | Torneo                        | Superficie  | Compagna        | Avversarie in finale                      | Punteggio           |
| 1. | 18 luglio 2021 | Ladies Open Lausanne, Losanna | Terra rossa | Susan Bandecchi | Ulrikke Eikeri Valentini Grammatikopoulou | 6-3, 6(3)-7, [10-5] |

#### Sconfitte (1)
| Legenda              |
| -------------------- |
| Grande Slam (0)      |
| Argenti Olimpici (0) |
| WTA Finals (0)       |
| WTA Elite Trophy (0) |
| Dal 2021             |
| WTA 1000 (0)         |
| WTA 500 (0)          |
| WTA 250 (1)          |

| N. | Data           | Torneo          | Superficie  | Compagna    | Avversarie in finale           | Punteggio |
| 1. | 20 luglio 2025 | Iași Open, Iași | Terra rossa | María Carlé | Veronika Erjavec Panna Udvardy | 5-7, 3-6  |

## Circuito WTA 125

### Doppio

#### Vittorie (3)
| N. | Data           | Torneo                        | Superficie  | Compagna          | Avversarie in finale             | Punteggio        |
| 1. | 29 marzo 2025  | Megasaray Hotels Open, Adalia | Terra rossa | María Carlé       | Maja Chwalińska Anastasia Dețiuc | 3-6, 7-5, [10-3] |
| 2. | 5 aprile 2025  | Megasaray Hotels Open, Adalia | Terra rossa | Anna Bondár       | Alicia Barnett Elixane Lechemia  | 7-5, 2-6, [10-6] |
| 3. | 14 giugno 2025 | Ilkley Open, Ilkley           | Erba        | Isabelle Haverlag | Vitalija D'jačenko Eden Silva    | 6-1, 6-1         |

#### Sconfitte (1)
| N. | Data             | Torneo                  | Superficie  | Compagna    | Avversarie in finale         | Punteggio        |
| 1. | 7 settembre 2024 | Montreux Open, Montreux | Terra rossa | María Carlé | Quinn Gleason Ingrid Martins | 3-6, 6-4, [7-10] |

## Statistiche ITF

### Singolare

#### Vittorie (7)
| Torneo $100.000 (0) |
| Torneo $80.000 (0)  |
| Torneo $75.000 (0)  |
| Torneo $60.000 (2)  |
| Torneo $50.000 (0)  |
| Torneo $40.000 (0)  |
| Torneo $25.000 (0)  |
| Torneo $15.000 (5)  |
| Torneo $10.000 (0)  |

| N. | Data             | Torneo                                         | Superficie  | Avversaria in finale   | Punteggio     |
| 1. | 4 marzo 2018     | Open GDF SUEZ de la Ville de Macon, Mâcon      | Cemento (i) | Tess Sugnaux           | 6-4, 3-6, 6-3 |
| 2. | 22 dicembre 2018 | Riaffeisen ITF Tournament Val Gardena, Ortisei | Cemento (i) | Joanna Garland         | 6-4, 6-2      |
| 3. | 2 febbraio 2019  | Jolie Ville Golf Women's, Sharm el-Sheikh      | Cemento     | Oona Orpana            | 6-1, 6-3      |
| 4. | 28 aprile 2019   | ITF Women's Circuit Il Cairo, Il Cairo         | Terra rossa | Melanie Klaffner       | 7-6(6), 7-5   |
| 5. | 31 gennaio 2021  | Movistar World Tennis Tour, Manacor            | Cemento     | Yvonne Cavallé Reimers | 6-2, 7-6(4)   |
| 6. | 10 luglio 2022   | Amstelveen Women's Open, Amstelveen            | Terra rossa | Emma Navarro           | 7-6(10), 6-0  |
| 7. | 27 ottobre 2024  | GB Pro-Series Glasgow, Glasgow                 | Cemento (i) | Mariam Bolkvadze       | 6-4, 6-2      |

#### Sconfitte (11)
| Torneo $100.000 (0) |
| Torneo $80.000 (1)  |
| Torneo $75.000 (0)  |
| Torneo $60.000 (2)  |
| Torneo $50.000 (0)  |
| Torneo $40.000 (0)  |
| Torneo $25.000 (3)  |
| Torneo $15.000 (5)  |
| Torneo $10.000 (0)  |

| N.  | Data             | Torneo                                         | Superficie    | Avversaria in finale | Punteggio        |
| 1.  | 25 giugno 2017   | Lenzerheide Open, Lenzerheide                  | Terra rossa   | Georgia Brescia      | 6-0, 4-6, 6(1)-7 |
| 2.  | 19 novembre 2017 | Norwegian Tennis Open, Oslo                    | Cemento (i)   | Leonie Küng          | 4-6, 4-6         |
| 3.  | 20 maggio 2018   | Internazionali di San Severo, San Severo       | Terra rossa   | Despina Papamichail  | 1–6, 2–6         |
| 4.  | 27 gennaio 2019  | Jolie Ville Golf Women's, Sharm el-Sheikh      | Cemento       | Magali Kempen        | 7–5, 3–6, 3–6    |
| 5.  | 10 febbraio 2019 | Jolie Ville Golf Women's, Sharm el-Sheikh      | Cemento       | Mayar Sherif         | 4-6, 6-1, 3-6    |
| 6.  | 5 maggio 2019    | ITF Women's Circuit Il Cairo, Il Cairo         | Terra rossa   | Mayar Sherif         | 2-6, 1-6         |
| 7.  | 28 luglio 2019   | BMW AHG Cup, Horb am Neckar                    | Terra rossa   | Lea Bošković         | 4-6, 6-0, 1-6    |
| 8.  | 21 febbraio 2021 | AK Ladies Open, Altenkirchen                   | Sintetico (i) | Clara Tauson         | 6-3, 1-6, 3-6    |
| 9.  | 31 ottobre 2021  | Internationaux Féminins de la Vienne, Poitiers | Cemento (i)   | Chloé Paquet         | 4-6, 3-6         |
| 10. | 24 aprile 2022   | Chiasso Open, Chiasso                          | Terra rossa   | Lucia Bronzetti      | 6-2, 3-6, 3-6    |
| 11. | 12 febbraio 2023 | Engie Open de l'Isère, Grenoble                | Cemento (i)   | Océane Dodin         | 2-6, 5-7         |

### Doppio

#### Vittorie (4)
| Torneo $100.000 (0) |
| Torneo $80.000 (0)  |
| Torneo $75.000 (0)  |
| Torneo $60.000 (1)  |
| Torneo $50.000 (0)  |
| Torneo $40.000 (0)  |
| Torneo $25.000 (1)  |
| Torneo $15.000 (2)  |
| Torneo $10.000 (0)  |

| N. | Data           | Torneo                                 | Superficie  | Compagna            | Avversarie in finale              | Punteggio        |
| 1. | 28 aprile 2019 | ITF Women's Circuit Il Cairo, Il Cairo | Terra rossa | Despina Papamichail | Rana Sherif Amed Mayar Sherif     | 6-3, 6-2         |
| 2. | 5 maggio 2019  | ITF Women's Circuit Il Cairo, Il Cairo | Terra rossa | Alicia Rusova       | Seone Mendez Charlotte Roemer     | 7-5, 0-6, [10-6] |
| 3. | 30 agosto 2019 | Verbier Open, Verbier                  | Terra rossa | Xenia Knoll         | İpek Soylu Kathinka von Deichmann | 6-4, 6-3         |
| 4. | 20 agosto 2022 | NYJTL Bronx Open, The Bronx            | Cemento     | Anna Blinkova       | Han Na-lae Hiroko Kuwata          | 6-3, 6-3         |

#### Sconfitte (6)
| Torneo $100.000 (1) |
| Torneo $80.000 (0)  |
| Torneo $75.000 (0)  |
| Torneo $60.000 (2)  |
| Torneo $50.000 (0)  |
| Torneo $40.000 (0)  |
| Torneo $25.000 (1)  |
| Torneo $15.000 (1)  |
| Torneo $10.000 (1)  |

| N. | Data             | Torneo                                         | Superficie    | Compagna             | Avversarie in finale                    | Punteggio            |
| 1. | 3 settembre 2016 | Sion Open, Sion                                | Terra rossa   | Leonie Küng          | Emily Arbuthnott Karin Kennel           | 2–6, 1–6             |
| 2. | 21 dicembre 2018 | Riaffeisen ITF Tournament Val Gardena, Ortisei | Cemento (i)   | Verena Hofer         | Veronika Erjavec Kristina Novak         | 4–6, 5–7             |
| 3. | 5 febbraio 2022  | Egypt Women's Future, Sharm el-Sheikh          | Cemento       | Irina Fetecău        | Isabelle Haverlag Justina Mikulskytė    | 1-6, 2-6             |
| 4. | 19 febbraio 2022 | Burg-Wächter Ladies Open, Altenkirchen         | Sintetico (i) | Susan Bandecchi      | Mariam Bolkvadze Samantha Murray Sharan | 3-6, 5-7             |
| 5. | 20 aprile 2024   | Axion Open, Chiasso                            | Terra rossa   | Despoina Papamichaīl | Emily Appleton Lena Papadakis           | 6-4, 4-6, [6-10]     |
| 6. | 10 agosto 2025   | Koser Jewelers Tennis Challenge, Landisville   | Cemento       | Ingrid Martins       | Carmen Corley Ivana Corley              | 6-4, 6(4)-7, [10-12] |

## Vittorie contro giocatrici top 10
| Stagione | 2022 | Totale |
| Vittorie | 1    | 1      |

| #    | Giocatrice       | Ranking | Evento                        | Superficie  | Turno | Punteggio           | Rank. SWR |
| ---- | ---------------- | ------- | ----------------------------- | ----------- | ----- | ------------------- | --------- |
| 2022 |                  |         |                               |             |       |                     |           |
| 1.   | Danielle Collins | 7       | Ladies Open Lausanne, Losanna | Terra rossa | 1T    | 6(5)-7, 6-3, 7-6(6) | 154       |